# الرياض (مقر الإمارة)
محافظة الرياض واحدة من محافظات المملكة العربية السعودية، وتُشكِّل مع تسعة عشر محافظةً مجاورةً منطقة الرياض.

## التقسيم الإداري
تقسم المحافظة إلى الأقسام التالية:
1. مدينة الرياض والنطاق الإشرافي لها.
2. مركز عرقة.
3. مركز الحائر.
4. مركز هيت.
5. مركز بنبان.
6. مركز العماجية.

## التعداد السكاني
يبلغ عدد سكان المحافظة قرابة 7,009,120 نسمة وفقاً لإحصاء عام 2022 للميلاد على النحو التالي:
| م       | الاسم         | السعوديون | غير السعوديون | المجموع   |
| ------- | ------------- | --------- | ------------- | --------- |
| 1       | مدينة الرياض  | 3,308,845 | 3,615,721     | 6,924,566 |
| 2       | مركز عرقة     | 29,341    | 12,838        | 42,179    |
| 3       | مركز الحائر   | 10,880    | 3,071         | 13,951    |
| 5       | مركز بنبان    | 203       | 10,590        | 10,793    |
| 6       | مركز العماجية | 1,184     | 6,972         | 8,156     |
| 7       | أخرى          | 899       | 8,576         | 9,475     |
| المجموع | محافظة الرياض | 3,351,352 | 3,657,768     | 7,009,120 |